# Adams National Historical Park
L'Adams National Historical Park est une aire protégée américaine à Quincy, dans le comté de Norfolk, au Massachusetts. Créé en 1998 à partir d'un site historique national établi le 9 décembre 1946, ce parc historique national protège des bâtiments relatifs aux présidents des États-Unis John Adams et John Quincy Adams, notamment la Beale-Rice House, la John Adams Birthplace, la John Quincy Adams Birthplace, Peacefield, la Stone Library et l'United First Parish Church. Le site est inscrit au Registre national des lieux historiques depuis le 15 octobre 1966.